# Badilloa
Badilloa, rod glavočika iz podtribusa Critoniinae, dio tribusa Eupatorieae.

## Opis roda
Rod Badilloa uključuje 10-tak (11) vrsta grmlja koje se javljaju u sjevernoj regiji Anda od Kolumbije i Venezuele do Perua. Rod se ističe svojim gusto žljezdastim cipselama u kombinaciji s stilovim trakastim privjescima, papusom od brojnih čekinja i glavicama s 4-10 cvjetova.

## Vrste
1. Badilloa atrescens (B.L.Rob.) R.M.King & H.Rob.
2. Badilloa drepanioides (B.L.Rob.) R.M.King & H.Rob.
3. Badilloa guantivana Rodr.-Cabeza & S.Díaz
4. Badilloa helianthifolia (Kunth) R.M.King & H.Rob.
5. Badilloa herrerae (B.L.Rob.) R.M.King & H.Rob.
6. Badilloa procera (B.L.Rob.) R.M.King & H.Rob.
7. Badilloa salicina (Lam.) R.M.King & H.Rob.
8. Badilloa sonsonensis R.M.King & H.Rob.
9. Badilloa sphagnophila (B.L.Rob.) R.M.King & H.Rob.
10. Badilloa steetzii (B.L.Rob.) R.M.King & H.Rob.
11. Badilloa venezuelensis (V.M.Badillo) R.M.King & H.Rob.